# کشتی مین‌روب (کلاس ام)
ماین‌سوییپر ( کلاس ام (به انگلیسی: M-class minesweeper (Netherlands)) یک کلاس از کشتی است که طول آن ۳۰ متر (۹۸ فوت ۵ اینچ) می‌باشد.